# Schweinmühle
Schweinmühle ist ein Gemeindeteil der Stadt Windischeschenbach im Oberpfälzer Landkreis Neustadt an der Waldnaab in Bayern.

## Geografie
Die Einöde liegt nordwestlich von Windischeschenbach. Am südwestlichen Ortsrand fließt die Fichtelnaab, ein 42 km langer rechter Nebenfluss der Naab. Die B 299 verläuft nördlich, die A 93 östlich.